# Shamrock Automotive

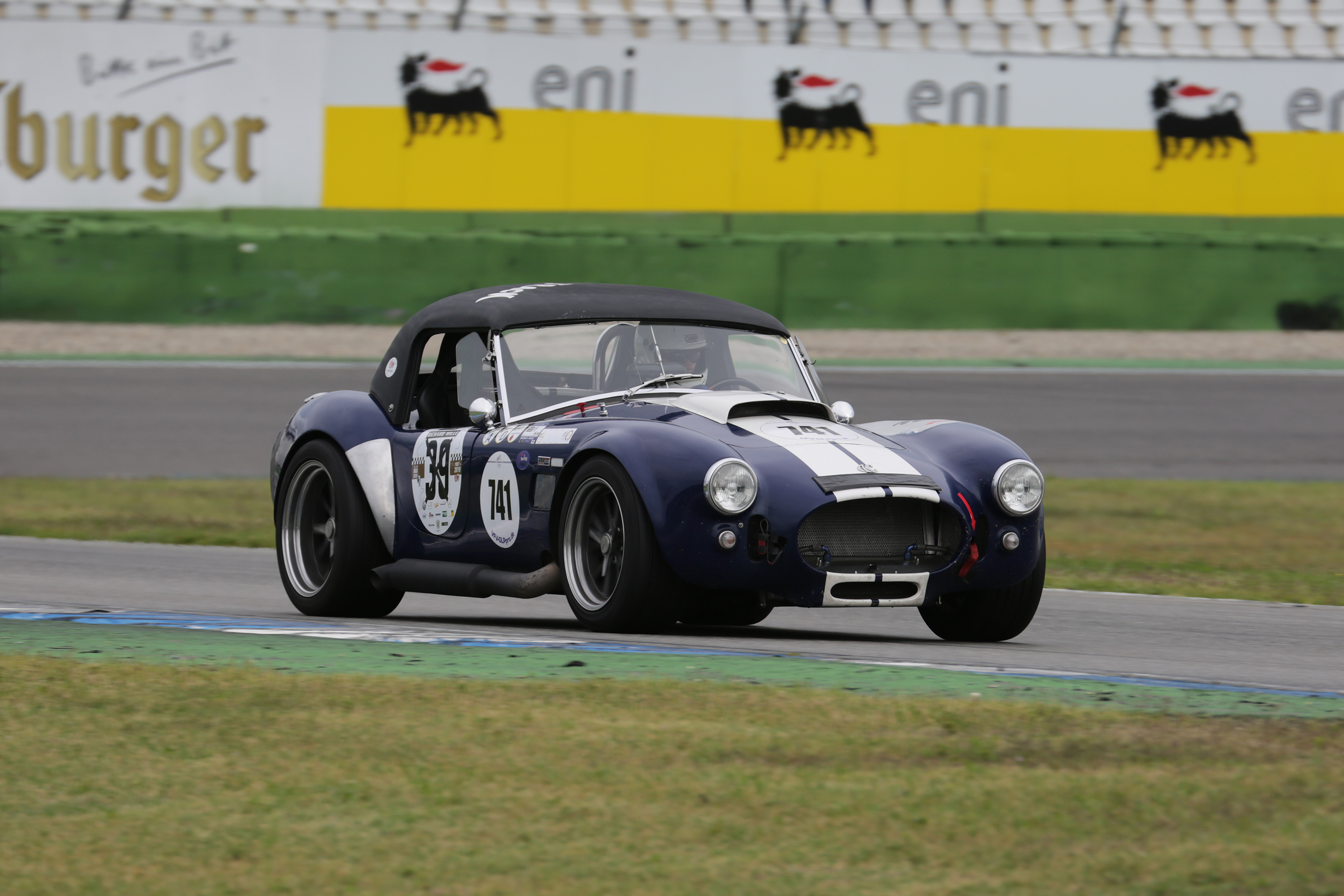
Shamrock Cobra, Bj. 1980, 5700 cm³

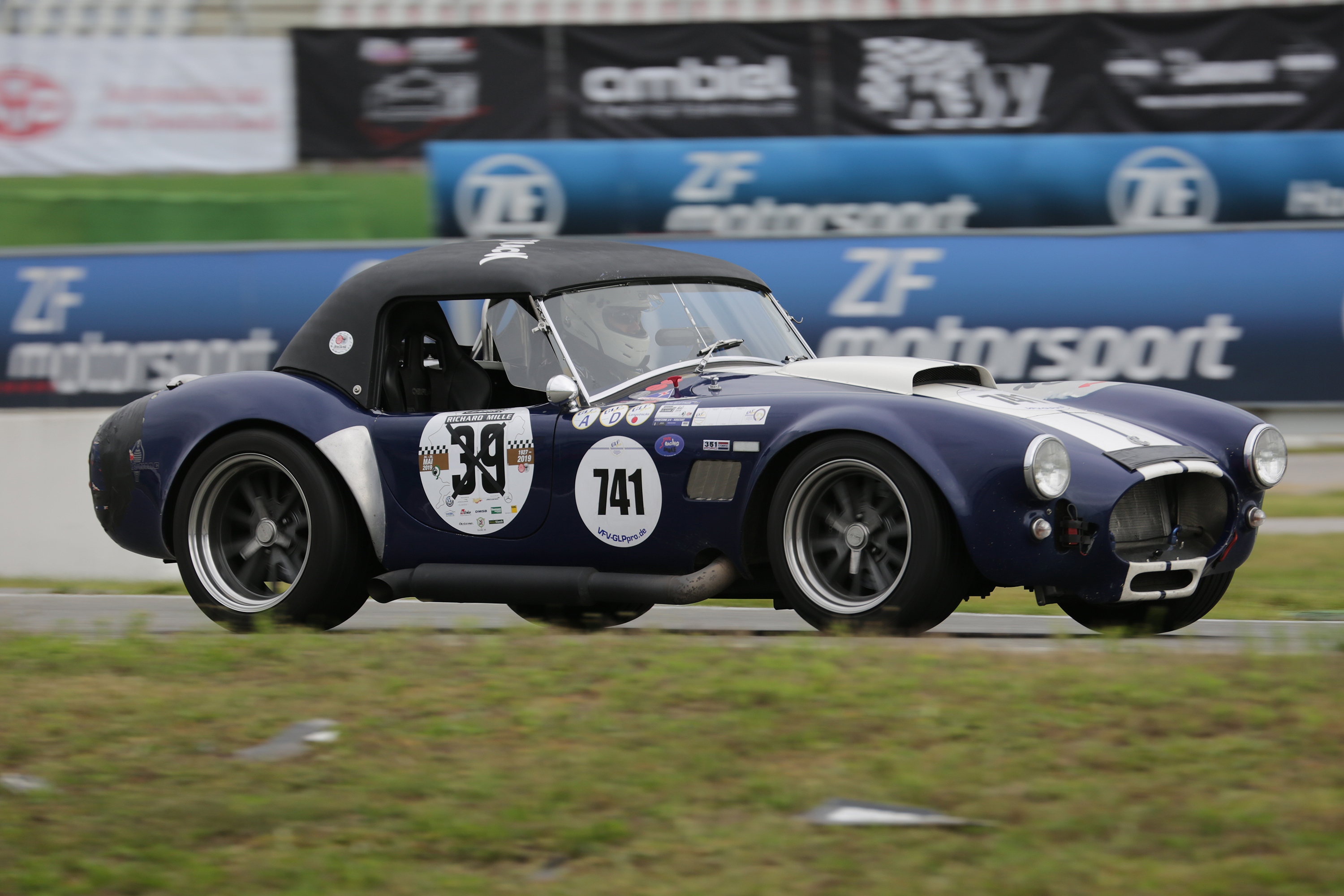
Shamrock Cobra bei den Hockenheim Historic 2021

Shamrock Automotive ist ein südafrikanischer Hersteller von Automobilen.

## Unternehmensgeschichte
Das Unternehmen wurde 1984 in Kapstadt gegründet. 1985 begann die Produktion von Automobilen. Der Markenname lautet Shamrock. Shamrock Autocraft war der Importeur für die USA. 2000 entstanden zehn Fahrzeuge, im Folgejahr drei und 2002 zwölf. Für 2003 sind zehn Fahrzeuge sowie fünf Kit Cars überliefert. Einige Quellen geben den Produktionszeitraum irrtümlich mit 1990er Jahre an.

## Fahrzeuge
Das wichtigste Modell Cobra 427 Mk. IV ist die Nachbildung des AC Cobra. Die Basis bildet ein Fahrgestell. Darauf wird eine offene Karosserie aus Fiberglas montiert. Viele Teile kommen von Jaguar. V8-Motoren von Ford mit 5800 cm³ Hubraum und 320 PS bis 400 PS Leistung sind neben Motoren von Volvo überliefert. Eine andere Quelle nennt einen V8-Motor von Chevrolet mit 320 PS Leistung.
Daneben gab es in der Vergangenheit ein Modell im Stil des Mini Moke mit Motoren vom VW Golf sowie ab 1998 die Nachbildung des Dodge Viper.